# 26 Rezerwowa Dywizja Zmechanizowana
26 Rezerwowa Dywizja Zmechanizowana (26 RDZ) – związek taktyczny wojsk zmechanizowanych Sił Zbrojnych PRL.
Dywizja utworzona została w 1972 na bazie jednostek Warszawskiego Okręgu Wojskowego jako rezerwowy związek taktyczny formowany na wypadek wojny (w ciągu 4 dni od chwili ogłoszenia mobilizacji). Dywizja miała wejść w skład Frontu Polskiego jako jednostka podlegająca bezpośrednio dowódcy Frontu.
W 1977dywizja została rozwiązana, a jej nazwę otrzymała 30 Rezerwowa Dywizja Zmechanizowana. W oparciu o pułki zmechanizowane, pułk czołgów i pułk artylerii tej dywizji utworzono pułki zapasowe.

## Struktura organizacyjna dywizji w 1972
W nawiasach podano nazwy jednostek mobilizujących
- Dowództwo 26 Rezerwowej Dywizji Zmechanizowanej w Lublinie (3 pułk Wojsk Obrony Wewnętrznej)
- 105 pułk zmechanizowany w Tarnowie (14 pułk zmechanizowany)
- 131 pułk zmechanizowany w Hrubieszowie (8 pułk zmechanizowany)
- 133 pułk zmechanizowany w Kielcach (4 pułk zmechanizowany)
- 45 pułk czołgów średnich w Lidzbarku Warmińskim (50 pułk zmechanizowany)
- 59 pułk artylerii w Chełmie (5 pułk artylerii)
- 3 pułk Wojsk Obrony Wewnętrznej w Lublinie
- 82 dywizjon artylerii przeciwpancernej w Jarosławiu (40 pułk artylerii)
- 60 dywizjon artylerii przeciwlotniczej w Jarosławiu (40 pułk artylerii)
- 31 batalion rozpoznawczy w Rzeszowie (30 pułk zmechanizowany)
- 76 batalion łączności w Lublinie (3 pułk Wojsk Obrony Wewnętrznej)
- 119 batalion saperów w Sandomierzu (4 batalion saperów)
- 26 batalion remontowy w Rzeszowie (30 pułk zmechanizowany)
- 29 batalion zaopatrzenia w Lublinie (3 pułk Wojsk Obrony Wewnętrznej)
- 32 batalion medyczny w Rzeszowie (30 pułk zmechanizowany)
- 45 bateria dowodzenia Szefa Artylerii Dywizji w Chełmie (5 pułk artylerii)
- 46 kompania Chemiczna w Hrubieszowie (8 pułk zmechanizowany)

Według etatu z 1972 dywizja liczyła 11 168 żołnierzy. Jej uzbrojenie stanowiły: 184 czołgi średnie, 8 transporterów opancerzonych, 90 dział polowych i 72 moździerze.